# Alexandre Lippmann
Alexandre Auguste Lippmann (Parigi, 11 giugno 1881 – Parigi, 23 febbraio 1960) è stato uno schermidore francese, vincitore di due medaglie d'oro, due d'argento ed una di bronzo nella scherma ai giochi olimpici.
Nato Auguste-Alexandre Lippmann, era figlio di Maurice Lippmann e Marie-Alexandrine-Henriette Dumas: il padre era ebreo mentre suo nonno materno era Alexandre Dumas figlio, celebre autore e drammaturgo.